# Rixensart
Rixensart (valonă Ricsinsåt) este o comună francofonă din regiunea Valonia din Belgia. Comuna este formată din localitățile Rixensart, Genval și Rosières. Suprafața totală este de 47,22 km². La 1 ianuarie 2008 comuna avea o populație totală de 21.571 locuitori. 

## Localități înfrățite
- Franța: Le Touquet;
- Germania: Winterberg;
- Regatul Unit: Birstall;
- Belgia: Poperinge;
- România: Bradu;
- Rwanda: Ruhondo;